# Robert de Nexon
Robert de Nexon (ur. 30 września 1892 w Saché, zm. 10 września 1967 w Sceaux) – francuski działacz brydżowy.
Pochodził z rodziny arystokratycznej (baron), był jeźdźcem wyścigowym, hodowcą koni, prezesem wytwórni perfum. Działał w środowisku brydżowym: współtworzył Europejską Ligę Brydżową i był jej prezesem (1950–1965), kierował Francuską Federacją Brydżową (1941–1965). W latach 1958–1964 był pierwszym prezesem Światowej Federacji Brydża.
W 1935 zdobył drużynowe mistrzostwo Europy w kategorii open. Wielokrotnie sięgał po mistrzostwo Francji (w różnych konkurencjach). Reprezentował kraj na wielu imprezach międzynarodowych.
Był autorem publikacji i książek o tematyce brydżowej, m.in. Notre méthode du bridge moderne, Le bridge pour tous, Le mémento de bridge, Souvenirs et secrets (wraz z Pierre'em Albarranem).